# 興亜報国団
興亜報国団は 日本統治時代の朝鮮で組職された団体である。準備委員会段階で解体されたので興亜報国団準備委員会とも言う。
1941年8月に日中戦争時局に対する協助のために組職された。尹致昊が主導して準備委員会を結成した。目的は戦時体制の皇国精神高揚と時局認識宣伝だった。
準備委員会結成の席で高元勲（고원훈）が「出戦将兵の労苦に感謝する」と言う内容の講演をするなど活動する中で、1941年8月に同じような性格の団体である臨戦対策協議会と統合して朝鮮臨戦報国団を結成することで解体された。
興亜報国団の綱領は次の通り。
1. 皇国精神の高揚
2. 強力な実践力の発揮
3. 時局認識の徹底とその対策決行
4. 勤労報国の実行

尹致昊、朴興植（박흥식）、曺秉相（조병상）、金秊洙（김연수）、高元勲、 金思演（김사연）などが戦時体制協力方案を論議した後、朝鮮総督府と協議して組職された。
中央委員会常任委員名簿は次の通り。
- 委員長 : 尹致昊
- 常任委員 : 尹致昊、高元勲、朴興植、鄭僑源（정교원）、金秊洙、閔奎植（민규식）、曺秉相（조병상）、李聖根（이성근）、元悳常（원덕상）、金思演、李升雨（이승우）、梁柱三（양주삼）、李丙吉（이병길）、徐光卨、金明濬（김명준）、玄俊鎬（현준호）、方義錫（방의석）、金東勲（김동훈）、李基燦（이기찬）

## 参考資料
- 친일인명사전편찬위원회 （2004年12月27日）. 《일제협력단체사전 - 국내 중앙편》. 서울: 민족문제연구소. ISBN 8995330724